# Giacomo Perez d’Ortona
Giacomo Perez d'Ortona (ur. 11 listopada 1989 w La Seyne-sur-Mer) – francuski pływak specjalizujący się w stylu klasycznym, mistrz świata w sztafecie 4 × 100 m stylem zmiennym (2013).
Mistrz Europy na krótkim basenie z Chartres w sztafecie 4 × 50 m stylem zmiennym oraz brązowy medalista na 100 m żabką.
Uczestnik Igrzysk Olimpijskich z Londynu na 100 m stylem klasycznym (17. miejsce) i w sztafecie 4 × 100 m stylem zmiennym (10. miejsce).